# 中華民國火砲列表
收錄中華民國國軍曾使用的各種火砲，包含未服役、授權生產製造、軍售方式取得與繳獲自敵軍的火炮。

## 建國至第二次世界大戰

### 國內產品

#### 迫擊炮
- 二十式82公釐迫擊炮
- 二七式擲彈筒
- 二九式150公厘迫擊炮
- 三一式60公釐迫擊炮
- 三三式120公厘迫擊炮

#### 步兵炮／山炮／野戰炮
- 滬克式山炮
- 遼十四式野戰炮
- 遼十四式步兵炮

### 國外產品

#### 迫擊炮／步兵炮
- 布朗德M1930 81公釐迫擊砲（英语：Brandt Mle 27/31）
- M2迫擊炮
- M2型4.2英寸迫擊炮
- 十年式擲彈筒
- 八九式擲彈筒
- 九二式步兵炮
- Le.IG 18步兵炮

#### 山炮／榴彈炮／野戰炮
- M1897野戰炮
- M1A1山炮
- M1903野戰炮
- M1902野戰炮
- M1910榴彈炮（英语：107 mm gun M1910/30）
- M1918榴彈炮（英语：Canon de 155 C modèle 1917 Schneider）
- M1919山炮
- M1928山炮
- leFH 18榴彈炮
- SFH 18榴彈砲
- M2A1榴彈炮
- M1930山炮
- M1936野戰炮（英语：76 mm divisional gun M1936 (F-22)）
- 四年式榴彈炮（日语：四年式十五糎榴弾砲）
- 三八式野戰炮（英语：Type 38 75 mm Field Gun）
- 三八式榴彈炮（日语：三八式十五糎榴弾砲）
- 四一式山炮

#### 防空炮
- 哈奇開斯M1938高射炮（英语：25 mm Hotchkiss anti-aircraft gun）
- 布雷達M35機炮
- 蘇羅通ST-5機炮
- 厄利孔20毫米機炮
- 麥德森M1935 2cm機炮
- Flak 18機炮
- QF1磅砰砰炮
- QF 2磅速射艦炮
- 波佛斯75毫米口徑M1929高射炮
- 維克斯1931年式高射炮
- 俄M1931 76mm高射炮（英语：76 mm air defense gun M1931）
- 俄M1938 76mm高射炮（英语：76 mm air defense gun M1938）
- SK C/30 88mm高射炮（英语：8.8 cm SK C/30 naval gun）

#### 戰車炮
- 皮托SA-18坦克炮
- 哈奇開斯M1938戰車炮（英语：25 mm Hotchkiss anti-aircraft gun）
- QF 3磅炮
- M2/M3/M5戰車炮
- M3/M5/M6戰車炮
- M1930(B-3)戰車炮
- M1932(20-K)戰車炮
- 九七式戰車炮

#### 反坦克步槍/反坦克炮
- 博斯反坦克步槍
- M3反坦克炮
- PaK 36反坦克砲
- 百祿47毫米反坦克炮
- 1930年型(1-K)37公厘戰防炮
- 1932年型45公厘(19-K)反戰車炮

#### 火箭筒
- M1A1巴祖卡火箭筒

#### 艦砲
- 三年式140公厘艦炮
- 三年式80毫米艦炮（英语：8 cm/40 3rd Year Type naval gun）
- QF 12 76毫米艦炮（英语：QF 12-pounder 12 cwt naval gun）
- 1893年型203毫米艦炮
- QF 4.7-inch 120毫米艦炮（英语：QF 4.7-inch Mk V naval gun）
- 霍奇克斯3磅速射炮
- SK L/40 150毫米艦炮（英语：15 cm SK L/40 naval gun）
- SK L/40 105毫米艦炮（英语：10.5 cm SK L/40 naval gun）
- SK L/30 88毫米艦炮（英语：8.8 cm SK L/30 naval gun）
- SK L/40 50毫米艦炮（英语：5 cm SK L/40 gun）
- QF 4 102毫米艦炮（英语：QF 4-inch naval gun Mk XIX）
- QF 3 76毫米艦炮（英语：QF 3-inch 20 cwt）
- BL 6-inch 152毫米艦炮（英语：BL 6-inch Mk XIII – XVIII naval gun）
- 阿姆斯特朗100毫米速射艦炮（英语：EOC 4-inch 50 caliber）
- QF 14 76毫米艦炮（英语：QF 14-pounder Maxim-Nordenfelt naval gun）
- K10 66毫米艦炮（英语：Škoda 7 cm K10）

## 第二次世界大戰以後

### 國內產品

#### 機炮
- T-75 20毫米機砲
- XTR101/102近程自動化防禦武器系統
- 艦載鏈炮遙控武器系統

#### 迫擊炮
- 41式81毫米迫擊砲
- 62式4.2英吋迫擊砲
- 63式120毫米迫擊砲
- T-75式60公釐迫擊炮
- T-75 81公釐迫擊砲

#### 坦克炮
- T112 105毫米戰車炮

#### 無後座力炮
- 43式75毫米無後座力炮
- 51式106毫米無後座力砲

#### 榴彈炮/自走炮
- 63甲式105毫米榴彈砲
- T-65榴彈炮
- M10自走砲

#### 防空炮
- T-75 20毫米機砲
- T-82 20毫米機砲

#### 火箭筒
- 國造五六式3.5英寸火箭筒
- 國造一式六十六公釐戰車防禦火箭彈
- 紅隼反裝甲火箭

#### 多管火箭炮
- 工蜂四型多管火箭
- 工蜂六型多管火箭
- 雷霆2000多管火箭系統
- 鎮海火箭彈系統

#### 未量產製品
- M68 155毫米加榴砲
- XT-69 榴彈炮
- XT-81 60公釐迫擊砲
- XT-86 120公釐迫擊砲
- XT-86 155公釐榴彈砲
- T-92 40毫米防空砲
- 工蜂七型多管火箭

### 迫擊炮
- M29迫擊炮（英语：M29 mortar）
- M30迫擊炮（英语：M30 mortar）
- 刺蝟砲
- 「槍烏賊」刺蝟炮（英语：Squid (mortar)）

### 坦克炮
- M2/M3/M5戰車炮
- M3/M5/M6戰車炮
- M68A1戰車炮
- M256A1戰車炮

### 反坦克炮
- M1 57毫米反坦克炮
- M1A1 76毫米反坦克炮
- M3 37毫米反坦克炮
- M3 90毫米53倍徑反坦克炮
- M7 76.2毫米反坦克炮（英语：3-inch gun M1918）

#### 驅逐戰車
- M10驅逐戰車
- M18驅逐戰車
- M36驅逐戰車

#### 山炮/野戰炮
- 九十式野炮
- 九四式山炮
- 九九式山炮

#### 榴彈炮
- 九一式榴彈炮（日语：九一式十糎榴弾砲）
- M3榴彈炮
- M101榴彈砲
- M114榴彈炮
- M115榴彈炮
- M116榴彈炮
- M1式240毫米榴彈炮

#### 自走炮
- M7自走砲
- M8自走砲
- M10自走砲
- M52自走炮
- M55自走炮
- M106自走迫擊炮
- M108自走砲
- M109自走砲
- M110自走炮

### 機炮/鏈炮
- M1高射炮/機炮/艦炮
- M39機炮
- DEFA空用機炮
- M61火神式機炮
- M197加特林機炮
- Mk 44巨蝮二式鏈炮
- M230鏈炮

#### 防空炮/防空炮車
- 十年式12公分高射砲
- 八八式7.5公分高射炮
- 八九式127公厘高射炮
- 九六式25毫米高射機炮
- 九八式100公釐高射炮
- M45防空機槍塔
- 厄利孔20毫米機砲
- 歐瑞康35毫米防空砲
- QF 2磅速射艦炮
- M1 40公釐防空砲
- M1 90公釐防空砲
- M42防空砲車

#### 加農炮
- M59加農炮

#### 無後座力炮
- M18 57公釐無後座力炮
- M40 106公釐無後座力炮
- M3 84公釐無後座力炮

#### 海岸炮
- M1海岸炮

#### 火箭筒
- M72 LAW
- M136 AT4
- MK153 SMAW
- RAC 112步兵穿甲輕武器系統（英语：APILAS）

#### 多管火箭炮
- M66航空火箭彈
- M142高機動性多管火箭系統

#### 艦炮
- BL 6吋Mk XXIII後裝艦炮
- QF 4吋Mk XVI速射艦炮
- QF 4 102毫米艦炮（英语：QF 4-inch naval gun Mk V）
- 三年式127毫米艦炮
- 三年式120毫米艦炮（英语：12 cm/45 3rd Year Type naval gun）
- Mk 22 76毫米艦炮
- Mk 29 127毫米艦炮（英语：5"/25 caliber gun）
- Mk 12 127毫米艦炮
- BL 4吋Mk IX 102毫米艦炮（英语：BL 4 inch Mk IX naval gun）
- QF 4 102毫米艦炮（英语：QF 4-inch naval gun Mk XIX）
- 奧托梅萊拉76公厘艦炮
- Mk 42 127毫米艦炮
- Mk 45 127毫米艦炮